# Jakub Menšík z Menštejna
Jakub Menšík z Menštejna (Prachatice – 1614) byl český úředník, autor spisu o mezním soudu (soudu rozhodujícím spory o meze).
Doložen jako celný v Prachaticích, kde roku 1576 rodina získala erb a Jakub následujícího roku vladyctví. Od roku 1584 byl písařem nejvyššího purkrabství, od roku 1593 místosudí (toto místo dostal jako odměnu za podíl na intrikách Jiřího Popela z Lobkovic), od roku 1601 královský rada a královský prokurátor, od roku 1603 purkrabí Pražského hradu. V roce 1613 odešel do ústraní.
Z doby působení u nejvyššího purkrabí získal povědomí o fungování mezního soudu a tyto zvyklosti sepsal do knihy O mezech, hranicích, soudy a rozepři mezní (O Mezech, Hranicých, Saudu a Rozepřj Meznj), které byla vytištěna roku 1600 a schválena jako zákoník (zemské zřízení). Kniha obsahuje i rytinu znázorňující fungování soudu.
Vlastnil Mokropsy (1587), Vonoklasy (1588) a další majetky (část Valečova, na krátko Osov). S manželkou Alžbětou Pětipeskou měl tři děti.

## Dílo
- O Mezech, Hranicých, Saudu a Rozepřj Meznj, y Přislussenstwj gich w Králowstwj Cžeském, 1600. Knihopis: K05505.